# Carruanthus
Carruanthus is een geslacht uit de ijskruidfamilie (Aizoaceae). De soorten uit het geslacht komen voor in het zuid-centrale en zuidelijke deel van de Kaapprovincie in Zuid-Afrika.

## Soorten
- Carruanthus peersii L.Bolus
- Carruanthus ringens (L.) Boom

... · 
Antimima · 
Argyroderma · 
Carpobrotus · 
Disphyma · 
Dorotheanthus · 
Gibbaeum · 
Lapidaria · 
Lithops · 
Mesembryanthemum · 
Sceletium · 
Tetragonia · 
...